# Relaciones Israel-Omán
Relaciones entre Israel y Omán son las relaciones bilaterales entre Estado de Israel y Sultanato de Omán. Al igual que la mayoría de los países de la Liga Árabe, Omán no reconoce oficialmente al estado de Israel y participó en el boicot a este país durante gran parte del siglo XX. A diferencia de la mayoría de las otras naciones de la región, Omán no ha participado en ninguno de los conflictos armados librados entre los estados árabes e Israel.  
En 1994, ambos países establecieron relaciones comerciales no oficiales, que se interrumpieron en 2000. En 2018, el primer ministro israelí, Benjamin Netanyahu, encabezó una delegación a Omán y se reunió con el sultán Qabus bin Said Al Said y otros altos funcionarios de ese país.
En febrero de 2019, el ministro de Relaciones Exteriores omaní, Yusuf bin Alawi, dijo que su país no normalizaría sus relaciones con Israel hasta que un Estado Palestino soberano sea establecido. En 2020, después de la muerte del sultán Qaboos, el primer ministro israelí declaró que el sultán era un "gran hombre".

## Historia

### Establecimiento de relaciones (1994-2000)
En 1994, el entonces primer ministro de Israel, Yitzhak Rabin, fue recibido en Mascate por el sultán Qaboos bin Said al Said. En 1995, días después del asesinato de Rabin, el entonces primer ministro en funciones, Shimon Peres, recibió al ministro de Relaciones Exteriores de Omán, Yusuf bin Alawi bin Abdullah, en Jerusalén.
En enero de 1996, ambos países firmaron un acuerdo sobre la apertura recíproca de oficinas de representación comercial.

### Relaciones congeladas (2000-18)
Las relaciones oficiales se congelaron en octubre de 2000, con el estallido de la Segunda Intifada. Aun así, en 2008, el ministro de Relaciones Exteriores de Omán, Yusuf bin Alawi bin Abdullah, se reunió con su homóloga de Israel, Tzipi Livni, durante su visita a Catar.

### Visita del primer ministro israelí (2018)
En octubre de 2018, el primer ministro israelí, Benjamin Netanyahu, se reunió con el sultán Qaboos bin Said al Said en Mascate; la visita se reveló tras el regreso de Netanyahu a Israel. Inmediatamente después de la visita, Yusuf bin Alawi bin Abdullah, describió a Israel como un "Estado aceptado de Oriente Medio", y dijo que "el mundo también es consciente de este hecho. Tal vez sea hora de que Israel sea tratado de la misma manera [que otros Estados] y también tenga las mismas obligaciones". En abril de 2019, bin Abdullah dijo que "los árabes deben tomar iniciativas para que Israel supere los 'temores por su futuro' en la región".